# 萨尔兴
萨尔兴是德国巴伐利亚州的一个市镇。总面积22.00平方公里，总人口2512人，其中男性1259人，女性1253人（2011年12月31日），人口密度114人/平方公里。